# Ilongero
Ilongero ist ein Verwaltungsbezirk (englisch Ward) des Distrikts Singida (DC) in der tansanischen Region Singida.

## Geografie
Ilongero ist ein Bezirk im nördlichen Zentralteil von Tansania etwa 20 Kilometer nordöstlich der Regionshauptstadt Singida. Bei der Volkszählung 2022 lebten 13.501 Menschen in 2614 Haushalten auf einer Fläche von 56 Quadratkilometern.
Der Bezirk grenzt an sechs Bezirke des Distrikts Singida (DC):
| Kijota | Makuro                                      | Ikhanoda |
| Ntonge | Kompassrose, die auf Nachbargemeinden zeigt | Mrama    |
|        | Kinyeto                                     |          |

## Gliederung
Der Bezirk besteht aus vier Gemeinden (swahili Mtaa) mit 18 Orten (Kitongoji):
| Ilongero - Mwangaza - Miembeni - Mitunduruni - Mkese | Madamigha - Isalanda - Sekerua - Madamigha Kati - Mwamringa - Ilongero Madukani | Sekoutoure - Nkuhi - Mwamjee - Mwakinduri - Unyang’ombe - Idalaghanga | Mwahango - Ntambuko - Mpangamburi - Mwahangomaji - Makufantigha |

## Wirtschaft und Infrastruktur
- Forstwirtschaft: In den Jahren 2011 bis 2014 wurden jeweils über 100.000 Bäume gepflanzt.[8]
- Landwirtschaft: Der Nutztierbestand umfasst 4000 Rinder, 2000 Ziegen, 2000 Schafe und 17.000 Hühner (Stand 2016).[8]
- Bildung: Im Bezirk liegen drei weiterführende Schulen.[9] Die Ilongero Secondary School ist eine staatliche Schule für Tages- und Internatsschüler mit einer Ausbildung bis zur 6. Stufe.[10] Privat geführt werden die Amanah Secondary School, die Tages- und Internatsschüler bis zur 4. Stufe ausbildet[11] und die Al-Swidiiq Secondary School, eine Tagesschule bis zur 4. Stufe.[12]
- Gesundheit: In Ilongero befinden sich ein staatliches Gesundheitszentrum[13] und eine staatliche Apotheke.[14]